# Acta martyrum
Acta martyrum so bili v času Rimskega imperija uradni zapisi o zaslišanjih in sodnih postopkih proti kristjanom. Kristjani so te zapiske uporabili za dokazovanje mučeništva svetnikov.
Drugi obliki krščanske biografije sta še passio in legenda.